# Per Warfvinge
Per Warfvinge, född 16 februari 1957, är tidigare vice rektor för utbildning (2001-2007) samt för vice rektor för internationella frågor (2008-2017) vid Lunds Tekniska Högskola (LTH), Lunds universitet. Warfvinge är ordförande i  fakultetsstyrelsen för Teknik och samhälle vid Malmö universitet (2019-.

## Bakgrund
- 1982 Civilingenjörexamen vid LTH
- 1986 Licentiatexamen
- 1988 Disputation i kemisk teknologi
- 1992 Docent
- 1992 studierektor för civilingenjörsutbildningen i kemiteknik.
- 1994 särskild forskare vid NFR i ämnet Hydrokemiska mark-processer.
- 1998 uppdrag att organisera och leda en ny civilingenjörsutbildning i Ekosystemteknik
- 2001 vice rektor för grundutbildningen vid LTH
- 2008 vice rektor för internationella frågor vid LTH
- 2012 vice rektor för utbildning och internationella frågor vid LTH